# بير جوار
بير جوار هي قرية في مقاطعة نمين، إيران. عدد سكان هذه القرية هو 28 في سنة 2006.